# Sorgenfrey-Ebene
Die Sorgenfrey-Ebene ist ein nach dem Mathematiker Robert Henry Sorgenfrey benanntes Beispiel aus dem mathematischen Teilgebiet der Topologie.

## Definition
Ist {\displaystyle R} die Sorgenfrey-Gerade, so heißt das kartesische Produkt {\displaystyle R^{2}=R\times R} mit der Produkttopologie die Sorgenfrey-Ebene.
Dabei ist die Sorgenfrey-Gerade {\displaystyle R} derjenige topologische Raum, der auf der Menge {\displaystyle \mathbb {R} } von allen halboffenen Intervallen {\displaystyle [a,b)} als Basis erzeugt wird, das heißt die offenen Mengen dieses Raums sind die als beliebige Vereinigung halboffener Intervalle {\displaystyle [a,b)} darstellbaren Mengen.
Die der Sorgenfrey-Ebene zugrundeliegende Menge ist also {\displaystyle \mathbb {R} ^{2}} und die Topologie der Sorgenfrey-Ebene wird demnach von der Menge aller halboffenen Rechtecke der Form {\displaystyle [a,b)\times [c,d)} als Basis erzeugt.

## Beispiele offener Mengen
Da die Mengen {\displaystyle [a,b)} in der Sorgenfrey-Geraden offen und abgeschlossen sind, gilt das auch für {\displaystyle [a,b)\times [c,d)\subset R^{2}}. Die Sorgenfrey-Ebene besitzt daher eine Basis aus offen-abgeschlossenen Mengen.
Jedes bezüglich der euklidischen Topologie offene Rechteck {\displaystyle (a,b)\times (c,d)} ist auch offen bezüglich der Topologie der Sorgenfrey-Ebene, denn
{\displaystyle (a,b)\times (c,d)=\bigcup _{n=1}^{\infty }[a+{\frac {1}{n}},b)\times [c+{\frac {1}{n}},d)}.
Die Topologie der Sorgenfrey-Ebene ist daher echt feiner als die euklidische Topologie.

## Eigenschaften
Die Sorgenfrey-Ebene {\displaystyle R^{2}} hat folgende Eigenschaften:
- {\displaystyle R^{2}} ist als Produkt eines vollständig regulären Raumes vollständig regulär.
- {\displaystyle R^{2}} ist total unzusammenhängend.
- {\displaystyle R^{2}} hat die lebesguesche Überdeckungsdimension {\displaystyle \infty }.[1]
- {\displaystyle R^{2}} ist nicht diskret, denn eine einelementige Menge enthält keine Basismenge. Die Topologie der Sorgenfrey-Ebene ist aber echt feiner als die euklidische Topologie auf {\displaystyle \mathbb {R} ^{2}}.
- {\displaystyle R^{2}} ist separabel ({\displaystyle \mathbb {Q} ^{2}} liegt dicht, denn jede Basismenge enthält einen Punkt mit rationalen Koordinaten), genügt dem ersten Abzählbarkeitsaxiom (die Mengen {\displaystyle \textstyle [a,a+{\frac {1}{n}})\times [b,b+{\frac {1}{n}})} bilden eine Umgebungsbasis von {\displaystyle (a,b)\in R^{2}}), aber nicht dem zweiten Abzählbarkeitsaxiom.
- {\displaystyle R^{2}} ist nicht metrisierbar, denn für metrische Räume folgt aus der Separabilität das zweite Abzählbarkeitsaxiom.
- {\displaystyle R^{2}} ist kein normaler Raum (siehe unten).

## Gegenbeispiele

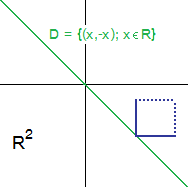
Der Unterraum trägt die diskrete Topologie.

Die Menge {\displaystyle D:=\{(x,-x);x\in R\}\subset R^{2}} trägt als Teilraumtopologie die diskrete Topologie, denn für jeden Punkt {\displaystyle (x,-x)\in D} gilt {\displaystyle \{(x,-x)\}=D\cap [x,x+1)\times [-x,-x+1)}, wie nebenstehende Zeichnung verdeutlicht.
Insbesondere ist  {\displaystyle D} mit der Teilraumtopologie nicht separabel. Die Sorgenfrey-Ebene ist daher ein Beispiel dafür, dass sich Separabilität im Allgemeinen nicht auf Teilräume vererbt. Ein weiteres Beispiel für diesen Sachverhalt ist der Niemytzki-Raum.
{\displaystyle D} als Teilmenge von {\displaystyle R^{2}} ist abgeschlossen, da {\displaystyle D} schon bezüglich der euklidischen Topologie abgeschlossen ist. Wegen der Diskretheit von {\displaystyle D} ist dann jede Teilmenge von {\displaystyle D} abgeschlossen in {\displaystyle R^{2}}. Setzt man {\displaystyle E:=\{(x,-x);x\in \mathbb {Q} \}\subset R^{2}}, so sind {\displaystyle E} und {\displaystyle D\setminus E} zwei disjunkte, abgeschlossene Mengen, die sich nicht durch offene Mengen trennen lassen. {\displaystyle R^{2}} ist daher nicht normal. Da die Sorgenfrey-Gerade normal ist, zeigt die Sorgenfrey-Ebene, dass ein Produkt normaler Räume im Allgemeinen nicht normal ist.
Da die Sorgenfrey-Gerade sogar parakompakt ist, ist die Sorgenfrey-Ebene auch ein Beispiel dafür, dass Produkte parakompakter Räume im Allgemeinen nicht wieder parakompakt sind.